# 18 de fevereiro na Universíada de Inverno de 2009
O dia 18 de fevereiro de 2009 foi o dia da Cerimônia de Abertura e o primeiro dia de competições da Universíada de Inverno de 2009.

## Modalidades
- Hóquei no gelo

## Destaques do dia

### Hóquei no gelo
Torneio feminino - fase preliminar
- Eslováquia  3 – 5 CHN China
- Grã-Bretanha  0 – 11 CAN Canadá
- Japão  0 – 4 FIN Finlândia

Torneio masculino - fase preliminar
- Grã-Bretanha  0 – 10 CZE Chéquia
- China  0 – 10 KAZ Cazaquistão